# Білопільський Яків Борисович
Яків Борисович Білопільський (23 квітня 1916, Київ, Російська імперія — 5 травня 1993, Москва, Російська Федерація) — український радянський архітектор. Народний архітектор СРСР (1988). Лауреат Ленінської (1970) та Сталінської премії першого ступеня (1950).
Член ВКП (б) з 1943.

## Життєпис

### Освіта
Навчався в МАРХІ (1932-1937).

### Кар'єра
З 1938 брав активну участь в проєктуванні Палацу Рад, в розробці інтер'єрів залу урядових прийомів, проєкту площі перед його будівлею, введеного залу павільйону СРСР на Нью-Йоркській виставці 1939. Одночасно успішно брав участь у конкурсах на проєкти пам'ятників 26 бакинським комісарам, героям Перекопу, Кості Хетагурову.
Після війни спільно з Борисом Іофаном розробив проєкт центру міста Новоросійська. Учасник робіт з реконструкції та розвитку Москви, один з авторів проєктів планування та забудови Південно-Західного округу (1952-1966) та набережної Фрунзе (1953-1967), цирку на проспекті Вернадського, бібліотек АН СРСР і АМН СРСР, Університету дружби народів імені П. Лумумби.
Автор архітектурної частини пам'ятників «Батьківщина-Мати» на Мамаєвому кургані в Волгограді (1967), «Воїн-визволитель» в берлінському Трептов-парку (1946-1949) і «Тил — фронту» в Магнітогорську.
Дійсний член Академії мистецтв СРСР з 1983.
Похований в Москві на Донському кладовищі.

## Нагороди та премії
- Ленінська премія (1970) — за архітектурний проєкт меморіалу на Мамаєвому кургані в Волгограді
- Сталінська премія першого ступеня (1950) — за архітектурний проєкт меморіалу в Трептов-парку (Берлін)
- Народний архітектор СРСР (1988)
- Орден Леніна
- Орден «Знак Пошани» та медалі

## Споруди
- Спільно з Євгеном Вучетичем створив меморіальні комплекси — пам'ятники воїнам Радянської Армії в Трептов-парку в Берліні.
- Пам'ятник на могилі радянського полководця Миколи Ватутіна в Києві.
- Музей радянсько-польського бойової співдружності (1968, с. Леніно, Білорусь)
- ІНІСН — РАН-Інститут наукової інформації з суспільних наук Російської академії наук.
- Діловий центр «Зеніт» на Південному заході Москви (спільно з Миколою Лютомським і Л. Періно).
- Великий Московський цирк на Вернадського разом з Юхимом Вулихою.
- ЖК «Парк-плейс» [Архівовано 11 липня 2018 у Wayback Machine.]